# 细枝蔓藓
细枝蔓藓（学名：Meteorium papillarioides）为蔓藓科蔓藓属下的一个种。